# Stazione di Fusaro
La stazione di Fusaro è una stazione ferroviaria posta lungo la ferrovia Cumana, a Bacoli.

## Storia
Aperta il 16 febbraio 1890, nei primi anni di servizio era denominata stazione di Cuma Fusaro.
La stazione nel 2020 è stata oggetto a lavori di restyling con la realizzazione di opere di Street art.